# Jalle Jungnell
Jalle Jungnell är en svensk rullstolscurlare och ledare i Lag Jungnell. Han är också ägare och grundare av den svenska rullstolstillverkaren Panthera.

## Meriter
- Brons vid paralympiska vinterspelen 2006
- Brons vid paralympiska vinterspelen 2010